# Batman - Superman : Terreurs noires
Legends of the World's Finest est une mini série de comics américain, traduit en français par  Batman - Superman : Terreurs noires. Il met en scène Batman et Superman. La mini-série est scénarisée par Walter Simonson et dessinée part Dan Brereton. Elle a été publiée aux États-Unis par DC Comics et en français, pour la première fois chez Soleil en 1994 sous la forme d'un album de bande dessinée regroupant les trois volumes.

## Synopsis
Tullus, un monstre condamné à l'Enfer revient sur Terre pour se venger de Blaze. Pour s'aider dans sa tache, il tente de convaincre Batman et Superman en pervertissant leurs rêves. Superman cède, Batman non.

## Personnages
- Batman/Bruce Wayne
- Superman
- Tullus
- Blaze
- Man-Bat
- Double-Face
- James Gordon
- Killer Croc
- Lois Lane
- Jimmy Olsen
- Alfred Pennyworth
- Sphinx
- Catwoman
- Le Pingouin

## Éditions
- DC Comics, 1994 : première publication en anglais.
  - Legends of the World's Finest #1 Perchance to Dream
  - Legends of the World's Finest #2 Dream A Little Dream…
  - Legends of the World's Finest #3 The Dream Team
- Soleil Productions, 1995 : première publication en français.